# The Konbinis
The Konbinis sind eine 2011 gegründete französische Punkrock-Band aus Vitré (Ille-et-Vilaine).

## Geschichte
The Konbinis ist eine Vereinigung von Musikern aus Psychobilly (Tight Fitting Pants), Gore'n'Roll (Banana Metalik) und Hardcore Punk (Collaps Machines). Obwohl leichte Einflüsse vor allem durch den Kontrabass entdeckt werden können, erkunden The Konbinis ein völlig anderes musikalisches Universum.
Im Juni 2013 veröffentlichten The Konbinis einen Videoclip als Demo, gefolgt vom ersten Album Plastic Punks. Ein zweites Album erschien im März 2017 unter dem Namen Back to the 90's.

## Diskografie
Alben
- 2013: Plastic Punks (Eigenveröffentlichung)
- 2017: Back to the 90’s (Put That on Your Bread Records)
- 2020: It’s All Decay (Deux Pieds Deux Dents)